# Michal Kovács
Michal Kovács (17 aprile 1990) è un ex giocatore di calcio a 5 ceco.

## Carriera
Kovács ha disputato, con la nazionale ceca, due campionati europei e la Coppa del Mondo 2012.